# Josimar (football, 1987)
Josimar Rodrigues Souza Roberto est un footballeur brésilien né le 16 août 1987 à Ipatinga. Il évolue au poste d'attaquant.

## Biographie
Josimar joue au Brésil, au Japon, en Arabie saoudite et en Thaïlande.
Il inscrit 16 buts en première division thaïlandaise lors de la saison 2016.

## Palmarès
- Vainqueur du Campeonato Goiano en 2014 avec l'Atlético Goianiense